# Kelly Clark
Kelly Clark (n. 26 iulie 1983, Newport, Rhode Island, SUA) este o sportivă ce a reprezentat Statele Unite ale Americii, medaliată olimpică. A participat la 4 ediții ale Jocurilor Olimpice (2002, 2006, 2010, 2014) în care a câștigat o medalie de aur și două medalii de bronz.